# Bahnhof Herzogenbuchsee

Der Bahnhof Herzogenbuchsee ist ein Bahnhof in Herzogenbuchsee im Schweizer Kanton Bern. Er liegt an der Bahnstrecke Olten–Bern und ist der ehemalige Endpunkt der stillgelegten Bahnstrecke Solothurn–Herzogenbuchsee. Er wird von den Schweizerischen Bundesbahnen (SBB) betrieben.

## Geschichte

### Entstehung
Der Bahnhof Herzogenbuchsee wurde östlich des Dorfkerns im Niederönzfeld errichtet. Er wurde von der Schweizerischen Centralbahn am 16. März 1857 zusammen mit dem Abschnitt Aarburg–Herzogenbuchsee der Bahnstrecke Olten–Bern eröffnet. Im Juni 1857 folgte die Aufnahme des Verkehrs auf der Strecke nach Bern und auf der Strecke Solothurn–Herzogenbuchsee.

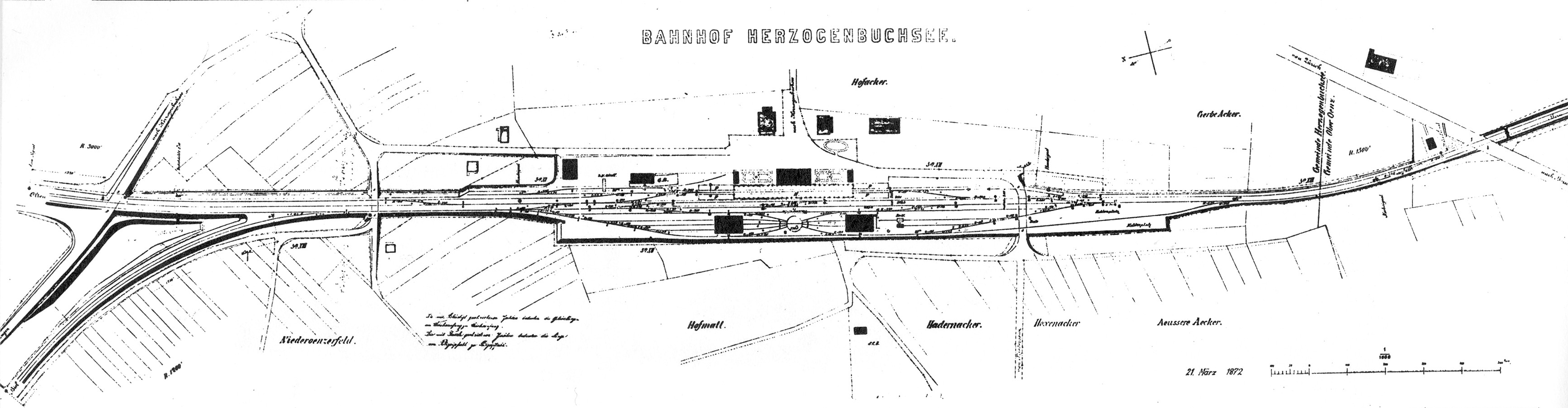
Gleisplan 1872

1918 wurde der Bahnhof mit drei mechanischen Stellwerken, einer Befehlsstelle und zwei Wärterstellwerken, der Bauform Jüdel ausgestatettet.

### Umbau 1979–1981
Der Bahnhof Herzogenbuchsee wurde 1979 bis 1981 grossräumig umgebaut. Die alte hölzerne Perronhalle wurde rückgebaut und neue Perrondächer aus Beton wurden errichtet. Zusätzlich entstand eine neue Unterführung, die zu den Gleisen 2 und 3 führte. Im Aufnahmegebäude entstanden ein neuer Gepäckraum, verschiedene Büroräume und neue WC-Anlagen. Die drei mechanischen Stellwerke wurden 1980 durch ein Gleisbildstellwerk der Bauform Domino 67 ersetzt. Die Umbauarbeiten wurden am 21. Mai 1981 beendet.

### Umbau 2023–2025
Im Februar 2023 wurden erneute Umbauarbeiten am Bahnhof Herzogenbuchsee begonnen. Sie sollten Ende 2024 fertiggestellt werden. Das Ziel des Umbaus ist der barrierefreie Bahnzugang, gemäss dem Behindertengleichstellungsgesetz.
Die Perrons sollen erhöht und verlängert werden. Die bestehende Unterführung wird verbreitert und an den Ausgängen mit Rampen und Liften ausgestattet. Eine neue Personenunterführung soll zukünftig einen direkten Zugang zum Bahnhof von Westen herstellen. Auch wird der Bahnhofsplatz mit dem Busbahnhof neu gestaltet und der Zugang im Osten erhält eine neue Überdachung.

## Hochbauten

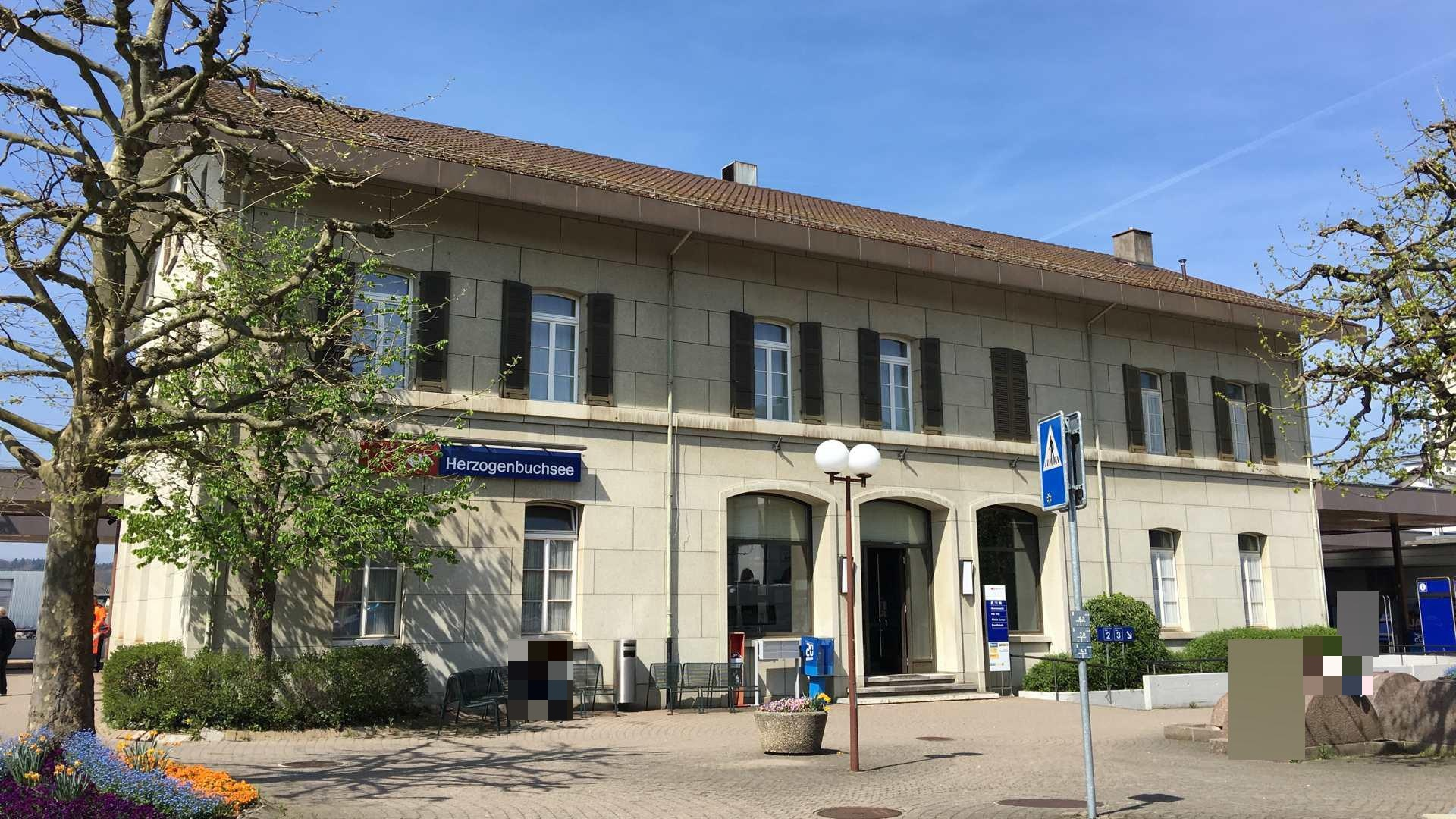
Aufnahmegebäude vom Bahnhofsplatz

### Aufnahmegebäude
Das Aufnahmegebäude wurde vom damaligen Hochbaudirektor der Schweizerischen Centralbahn Ludwig Rudolf Maring als Typenbau entworfen in den Jahren 1856 und 1857 errichtet. Es handelt sich um einen mittelgrossen Typ, vergleichbar mit den Bahnhöfen Aarburg und Burgdorf.
Der zweigeschossige steinerne Bau mit Satteldach steht heute unter Denkmalschutz. Zum Aufnahmegebäude gehören zudem der Bahnhofsplatz auf der Westseite und eine kleine Anlage mit Brunnen auf der Nordseite.

### Perronhalle

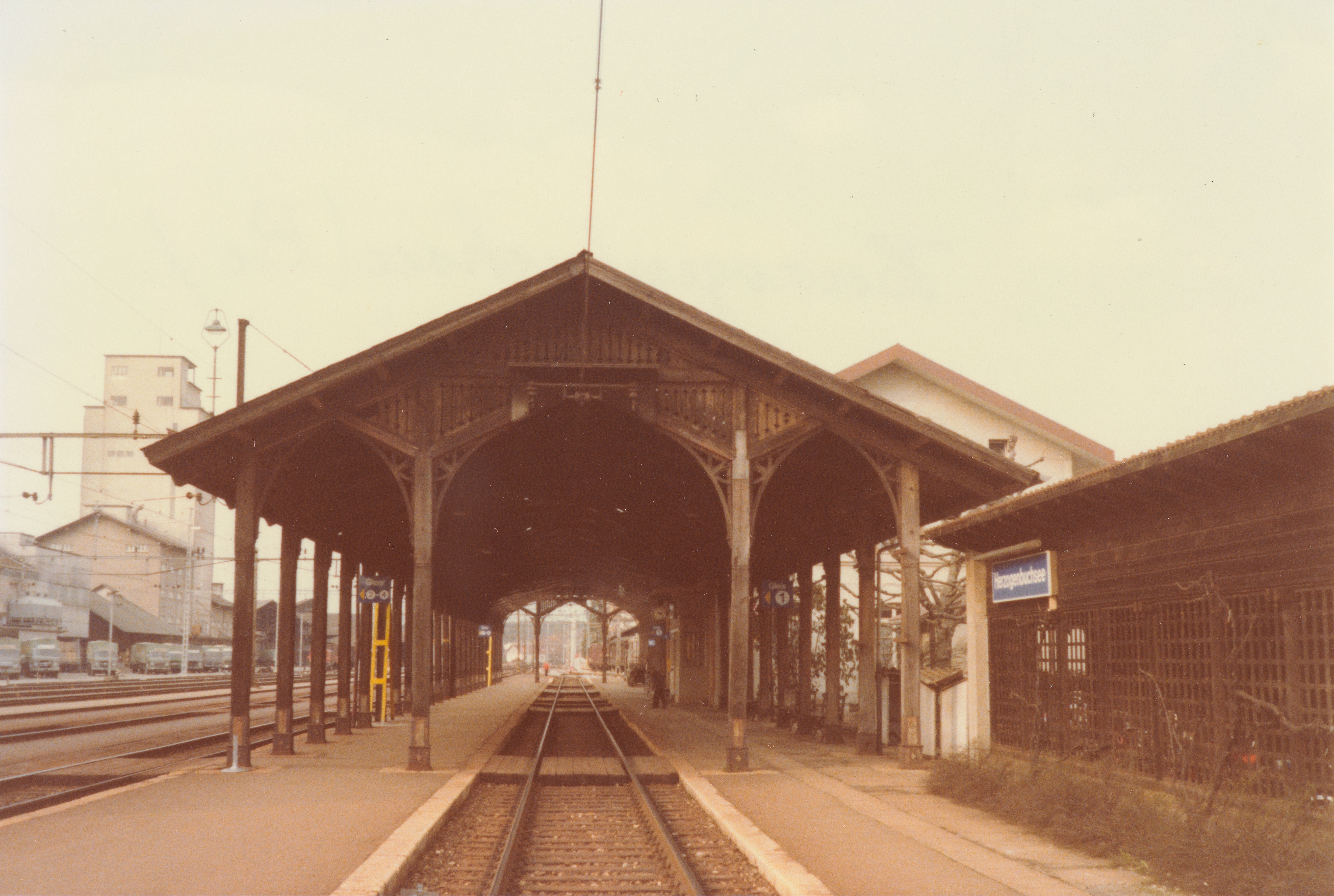
Hölzerne Perronhalle von der Stirnseite

Die Perronhalle wurde, zusammen mit dem Aufnahmegebäude, am 16. März 1857 eröffnet und überspannte ein Gleis und zwei Perrons. Sie wurde von Ludwig Rudolf Maring entworfen und war eine 97 Meter lange Holzkonstruktion. 1924 musste die Verstrebung verstärkt werden. 1979 wurde die Perronhalle im Zuge des Bahnhofsumbaus abgebaut und vom Verein «Vaporama Thun» eingelagert. Seit 2008 befindet sie sich in der Obhut der Kantonalen Denkmalpflege.

## Bahnhofsquartier
Der Bau des Bahnhofs führte zu einer Erweiterung des Dorfes Herzogenbuchsee. Anfang der 1860er Jahre formierte sich die «Bauvorbereitungsgesellschaft Herzogenbuchsee» mit dem Interesse, auf dem Land zwischen dem Dorfkern und dem Bahnhof ein neues Quartier zu bauen. Umgesetzt wurde der Plan des Ingenieurs Robert Moser. Dieser entwarf das Neue Quartier in einem Rastermuster innerhalb des Dreiecks der Wangenstrasse, Bernstrasse und der Gleise. Am 21. März 1863 wurde Mosers Plan durch den Grossen Rat des Kantons Bern bewilligt. Im Mai 1863 konstituierte sich die Baugesellschaft Herzogenbuchsee als Aktiengesellschaft und kaufte das entsprechende Bauland auf. Im Laufe der Jahre entstanden die heutige Ober- und Unterstrasse, die Mittelstrasse, und die Lagerstrasse. Im Neuen Quartier wurden gegenüber dem Bahnhof 1858 das Hotel Bahnhof, verschiedene Villen sowie in späteren Jahren vermehrt auch Produktionsbetriebe und Fabriken im Quartier errichtet, so zum Beispiel 1917 die ehemalige Schuhfabrik Hug an der Lagerstrasse 41.

## Verkehr

### Fernverkehr
- 17 Bern – Burgdorf – Olten
- 35 Bern – Burgdorf – Olten – Zürich HB – Chur

### Nahverkehr
Der Bahnhof Herzogenbuchsee wird von Bussen der ASm und BSU bedient.
- 5 Solothurn Brühl – Solothurn Hauptbahnhof – Zuchwil – Derendingen – Subingen – Horriwil – Hüniken – Etziken – Bolken – Aeschi – Niederönz – Herzogenbuchsee Bahnhof
- 7 Solothurn Brühl – Solothurn Hauptbahnhof – Zuchwil – Derendingen – Subingen – Horriwil – Hüniken – Etziken – Bolken – Inkwil – Röthenbach – Herzogenbuchsee Bahnhof

- 51 Melchnau – Langenthal – Bützberg – Bahnhof Herzogenbuchsee – Röthenbach – Wangen an der Aare
- 52 Thunstetten – Langenthal – Bleienbach – Thörigen – Bettenhausen – Bollodingen – Bahnhof Herzogenbuchsee
- 54 Bahnhof Herzogenbuchsee – Grasswil – Riedtwil – Wynigen